# Dialytes criddlei
Dialytes criddlei är en skalbaggsart som beskrevs av Brown 1929. Dialytes criddlei ingår i släktet Dialytes och familjen Aphodiidae. Inga underarter finns listade i Catalogue of Life.